# Video Games (magazine)
Pour les articles homonymes, voir Video Games.
Video Games est le premier magazine allemand multi-plateformes consacré au jeu vidéo, comportant des articles et des tests de jeux. Lancé en 1991, ils se limitent au marché de la console. La publication est arrêtée en 2001.